# Toni Pierenkemper
Toni Pierenkemper (* 17. Oktober 1944 in Wiedenbrück; † 19. Juli 2019 in Münster) war ein deutscher Wirtschafts- und Sozialhistoriker.

## Leben
Toni Pierenkemper studierte Volkswirtschaft und Soziologie an der Universität Münster und der London School of Economics Wirtschaftsgeschichte und Soziologie. In Münster graduierte er 1972 als Dipl.-Volkswirt, 1975 als M.A. (Soziologie) und 1977 als Dr. rer. pol. promoviert. 1984 wurde er dann von der Wirtschafts- und Sozialwissenschaftlichen Fakultät der Universität Münster habilitiert. Die Habilitationsschrift analysierte die Stellung der Angestellten auf dem Arbeitsmarkt des Kaiserreiches.
Während seiner Promotion und Habilitation arbeitete Pierenkemper als wissenschaftlicher Mitarbeiter und Assistent am Institut für Wirtschafts- und Sozialgeschichte der Westfälischen Wilhelms-Universität bei Richard H. Tilly, wo er von 1985 bis 1989 auch als Professor tätig war. Von 1989 bis 1990 lehrte er als Professor für Wirtschafts- und Sozialgeschichte an der Universität des Saarlandes in Saarbrücken. Von 1990 bis 1997 war er ordentlicher Professor für Wirtschafts- und Sozialgeschichte an der Johann Wolfgang Goethe-Universität Frankfurt am Main, unterbrochen von 1993 bis 1994 (zwischendurch auch als Visiting Professor an der Georgetown University in Washington, D.C.). Von 1997 bis 2010 war er Direktor des Seminars für Wirtschafts- und Sozialgeschichte der Universität Köln. Im April 2010 wurde Pierenkemper emeritiert. Er war Mitglied der Historischen Kommission für Schlesien. Pierenkemper hatte im Sommersemester 2004 die Otto von Freising-Gastprofessur an der Katholischen Universität Eichstätt inne.
Ferner war er von 1992 bis 2009 geschäftsführender Herausgeber des Jahrbuchs für Wirtschaftsgeschichte, und anschließend Mitglied des Redaktionsausschusses. Ein Forschungsschwerpunkt war die Erforschung der regionalen Industrialisierung. Er war Begründer und Herausgeber der Reihe Regionale Industrialisierung, deren erster Band im Jahr 2000 erschien. Hinzu kamen sozialgeschichtliche Themen wie Arbeit, Beschäftigung und die Entwicklung der modernen Lebensweise im 19. und 20. Jahrhundert und Unternehmens- und Bankengeschichte.

## Schriften (Auswahl)
Monographien
- mit Ulrich Reusch: Freie medizinische Hochschule. Kirchheim, Mainz [1972].
- Die westfälischen Schwerindustriellen. 1852–1913. Vandenhoeck & Ruprecht, Göttingen 1979, ISBN 3-525-35993-4 (zugleich: Münster (Westfalen), Universität, Dissertation, 1976/77).
- Wirtschaftssoziologie. Eine problemorientierte Einführung mit einem Kompendium wirtschaftssoziologischer Fachbegriffe. Bund-Verlag, Köln 1980, ISBN 3-7663-0186-1.
- Allokationsbedingungen im Arbeitsmarkt. Westdeutscher Verlag, Opladen 1982, ISBN 3-531-03110-4.
- Arbeitsmarkt und Angestellte im deutschen Kaiserreich 1880–1913. Steiner-Verlag Wiesbaden, Stuttgart 1987, ISBN 3-515-04747-6 (zugleich: Kurzfassung der Habilitationsschrift, Universität Münster, 1984).
- mit Richard Tilly: Die Geschichte der Drahtweberei. Dargestellt am Beispiel der Firma Haver & Boecker, Oelde aus Anlass des 100jährigen Bestehens 1887–1987. Steiner-Verlag Wiesbaden, Stuttgart 1987, ISBN 3-515-04899-5.
- Gewerbe und Industrie im 19. und 20. Jahrhundert (= Enzyklopädie deutscher Geschichte. Bd. 29). 2. Auflage. Oldenbourg, München 2007, ISBN 978-3-486-58320-5.
- Umstrittene Revolutionen. Industrialisierung im 19. Jahrhundert. Fischer-Taschenbuch-Verlag, Frankfurt am Main 1996, ISBN 3-596-60147-9.
- Unternehmensgeschichte. Eine Einführung in ihre Methoden und Ergebnisse. Steiner, Stuttgart 2000, ISBN 3-515-07674-3.
- Wirtschaftsgeschichte. Eine Einführung – oder: wie wir reich wurden. Oldenbourg, München/Wien 2005, ISBN 3-486-57794-8.
- Arbeit und Alter in der Geschichte. VS, Verlag für Sozialwissenschaften, Wiesbaden 2006, ISBN 3-531-14958-X.
- Unternehmensgeschichte (= Basistexte Geschichte, Bd. 7). Franz Steiner Verlag, Stuttgart 2011, ISBN 978-3-515-09385-9.
- Oskar Stillich (1872–1945). Agrarökonom, Volkswirt, Soziologe (= Geschichte der deutschsprachigen Ökonomie. Bd. 42). Metropolis Verlag für Ökonomie, Gesellschaft und Politik, Weimar a. d. Lahn 2013, ISBN 978-3-7316-1024-3.
- Wirtschaftsgeschichte. Die Entstehung der modernen Volkswirtschaft (= Akademie Studienbücher Geschichte). De Gruyter, Berlin, 2. Auflage 2015, ISBN 978-3-11-039972-1.

Herausgeberschaften
- mit Richard Tilly: Historische Arbeitsmarktforschung. Vandenhoeck und Ruprecht, Göttingen 1982, ISBN 3-525-35707-9.
- Haushalt und Verbrauch in historischer Perspektive. Zum Wandel des privaten Verbrauchs in Deutschland im 19. und 20. Jahrhundert. Scripta-Mercaturae-Verlag, St. Katharinen 1987, ISBN 3-922661-31-9.
- Landwirtschaft und industrielle Entwicklung. Zur ökonomischen Bedeutung von Bauernbefreiung, Agrarreform und Agrarrevolution. Steiner-Verlag Wiesbaden, Stuttgart 1989, ISBN 3-515-05274-7.
- Zur Ökonomik des privaten Haushalts. Haushaltsrechnungen als Quellen historischer Wirtschafts- und Sozialforschung. Campus-Verlag, Frankfurt/Main und New York 1991, ISBN 3-593-34447-5.
- Industriegeschichte Oberschlesiens im 19. Jahrhundert. Rahmenbedingungen – gestaltende Kräfte, infrastrukturelle Voraussetzungen, regionale Diffusion. Harrassowitz, Wiesbaden 1992, ISBN 3-447-03286-3.
- Die Industrialisierung europäischer Montanregionen im 19. Jahrhundert. Steiner, Stuttgart 2002, ISBN 3-515-07841-X.